# Horst Schlierer
Horst Schlierer (Hülben, 29 juni 1960) is een Duits voormalig voetballer die als aanvaller speelde. Schlierer was lange tijd actief in de Belgische Eerste klasse bij Thor Waterschei en Antwerp FC.
Schlierer begon als jeugdspeler bij de amateurvoetbalploeg van zijn geboorteplaats, SV Hülben. Op 16-jarige leeftijd verhuisde hij naar TuS Metzingen om er zijn jeugdopleiding te voltooien. In 1978 keerde hij terug naar SV Hülben, actief in de Bezirksliga en ging er in de A-kern spelen. Hij werd er twee jaar na elkaar topscorer van de competitie met respectievelijk 30 en 36 doelpunten. In 1980 trok Bundesligaploeg VfB Stuttgart hem aan. Twee jaar later werd Schlierer profvoetballer en hij mocht tijdens zijn eerste seizoen als profspeler viermaal aantreden in de eerste ploeg die dat jaar op de 3de plaats in de Bundesliga zou eindigen.
In 1983 trok Thor Waterschei, dat net de halve finales bereikt had van de Europacup II, Schlierer aan en hij werd er een vaste waarde in de ploeg. In 1986 degradeerde Waterschei naar Tweede klasse en hij bleef er nog 1 jaar voetballen. In 1987 trok Antwerp FC, dat in Eerste klasse speelde, hem aan. Door voortdurende blessurelast kon hij er maar weinig wedstrijden spelen.
In 1989 trok Patro Eisden, actief in Tweede klasse, hem aan. Het jaar nadien verhuisde Schlierer voor twee jaar naar provincialer Genker VV en besloot er zijn actieve voetbalcarrière als speler-trainer.
In 1994 werd Schlierer aangetrokken door KRC Genk als jeugdtrainer en bleef dit tot in 2001. Ondertussen was hij sinds 1998 eveneens actief in de scouting. Vanaf 2001 maakte Schlierer deel uit van de sportieve commissie van de voetbalploeg en was er ingeschakeld in de jeugdafdeling. In 2006 nam Schlierer echter ontslag bij Genk omdat hij ontevreden was over de samenwerking met de toenmalige trainer en het bestuur.
Schlierer is gehuwd met Lisanne en woont in Genk. Zij hebben twee zonen.